# 317P/WISE
Pour les articles homonymes, voir WISE et Comète WISE.
La comète WISE, officiellement 317P/WISE, est une comète périodique du système solaire, découverte le 27 mai 2010 par le programme WISE.